# Parque Juan Carlos I, Ceuta
Parque Juan Carlos I är en park i Spanien. Den ligger i den spanska exklaven Ceuta i Nordafrika. Parque Juan Carlos I ligger 4 meter över havet.